# Campionato Matogrossense 2022
Il Campionato Matogrossense 2022 è stata l'80ª edizione della massima serie del campionato cearense. La stagione è iniziata il 22 gennaio 2022 e si è conclusa il 3 aprile successivo.

## Stagione

### Novità
Al termine della stagione 2022, sono retrocesse in Segunda Divisão Ação e Sorriso. Dalla seconda divisione, invece, sono state promosse Sport Sinop e Academia.

### Formato
Alla prima fase del torneo, consistente in una fase a gironi, prendono parte dieci squadre. Le prime due classificate di tale girone, accedono alla semifinale, mentre dalla terza alla sesta classificata partono dai quarti di finale.
La formazione vincitrice, potrà partecipare alla Coppa del Brasile 2023 e alla Copa Verde 2023; la formazione vice-campione solo alla Coppa del Brasile. Esclusi i club che sono già qualificati alle prime tre serie del campionato nazionale, la formazione meglio piazzata potrà partecipare alla Série D 2023.

## Risultati

### Prima fase
|  | Pos. | Squadra            | Pt | G | V | N | P | GF | GS | DR  |
|  | ---- | ------------------ | -- | - | - | - | - | -- | -- | --- |
|  | 1.   | Cuiabá             | 22 | 9 | 7 | 1 | 1 | 23 | 6  | +17 |
|  | 2.   | Luverdense         | 20 | 9 | 6 | 2 | 1 | 13 | 3  | +10 |
|  | 3.   | Sport Sinop        | 18 | 9 | 5 | 3 | 1 | 12 | 8  | +4  |
|  | 4.   | Academia           | 13 | 9 | 4 | 1 | 4 | 5  | 11 | -6  |
|  | 5.   | Dom Bosco          | 13 | 9 | 3 | 4 | 2 | 9  | 11 | -2  |
|  | 6.   | União Rondonópolis | 12 | 9 | 4 | 0 | 5 | 10 | 11 | -1  |
|  | 7.   | Nova Mutum         | 12 | 9 | 3 | 3 | 3 | 10 | 9  | +1  |
|  | 8.   | CEOV               | 10 | 9 | 3 | 1 | 5 | 11 | 12 | -1  |
|  | 9.   | Sorriso            | 4  | 9 | 1 | 1 | 7 | 5  | 18 | -13 |
|  | 10.  | Ação               | 2  | 9 | 0 | 2 | 7 | 9  | 18 | -9  |

Legenda:
      Ammessa alle semifinali della seconda fase.
      Ammessa ai quarti di finale della seconda fase.
      Retrocesse in Segunda Divisão 2023
Note:
Tre punti a vittoria, uno a pareggio, zero a sconfitta.

### Seconda fase

#### Quarti di fase
| Squadra 1          | Totale | Squadra 2   | Andata | Ritorno |
| ------------------ | ------ | ----------- | ------ | ------- |
| Dom Bosco          | 2 – 1  | Academia    | 1 – 1  | 1 – 0   |
| União Rondonópolis | 5 – 3  | Sport Sinop | 3 – 0  | 2 – 3   |

#### Semifinali
| Squadra 1          | Totale | Squadra 2  | Andata | Ritorno |
| ------------------ | ------ | ---------- | ------ | ------- |
| Dom Bosco          | 0 – 4  | Cuiabá     | 0 – 1  | 0 – 3   |
| União Rondonópolis | 4 – 2  | Luverdense | 2 – 1  | 2 – 1   |

#### Finale
| Squadra 1          | Totale | Squadra 2 | Andata | Ritorno |
| ------------------ | ------ | --------- | ------ | ------- |
| União Rondonópolis | 2 – 7  | Cuiabá    | 2 – 3  | 0 – 4   |